# Христо-Даново
Христо-Даново (болг. Христо Даново) — село в Болгарии. Находится в Пловдивской области, входит в общину Карлово. Население составляет 1 545 человек.

## Политическая ситуация
В местном кметстве Христо-Даново, в состав которого входит Христо-Даново, должность кмета (старосты) исполняет Недко Марков Несторов (независимый) по результатам выборов правления кметства.
Кмет (мэр) общины Карлово — Найден Христов Найденов (коалиция партий:Болгарская социалистическая партия (БСП), Земледельческий союз Александра Стамболийского (ЗСАС), Болгарская социал-демократия, Движение за социальный гуманизм (ДСХ), политический клуб «Экогласность», политический клуб «Фракия») по результатам выборов в правление общины.